# Timo von Gunten
Timo von Gunten (Zuric, 15 de desembre de 1989) és un guionista i director de  cinema suís.

## Carrera
Des del 2005 és propietari de la productora cinematogràfica BMC Films, amb seu a Zuric. La seva missió és posar en escena històries extraordinàries, entretingudes i commovedores, sovint amb un toc de realisme màgic i humor. Després de ser rebutjat dues vegades per la Universitat de les Arts de Zuric (ZHKD), Gunten va ser autodidacta i va dirigir nombrosos curtmetratges que es van veure en festivals internacionals. El 2017, von Gunten va rebre una nominació a l'Oscar i el Premi del Cinema Suís pel seu curtmetratge de 30 minuts La femme et le TGV. Jane Birkin va fer el paper principal i fou nominada a l'Oscar al millor curtmetratge als Premis Oscar de 2016. També va guanyar el Premi Noves Visons (petit format) del XLIX Festival Internacional de Cinema Fantàstic de Catalunya.
El 2020, Timo von Gunten va completar el seu màster en guió al ZHDK. Des d'aleshores ha desenvolupat principalment llargmetratges i ha codirigit la sèrie de SRF 'Die Beschatter' amb Michael Steiner. També toca el violoncel a l'orquestra simfònica de música de cinema Tifico des del 2006.

## Filmografia

### Com a director
- 2025 Die Beschatter II (sèrie de televisió)
- 2022 Die Beschatter (B-Unit)
- 2018 HP Spot (curtmetratge)
- 2016 La femme et le TGV (curtmetratge)
- 2014 Mosquito (curtmetratge)
- 2013 Poupée (curtmetratge)
- 2013 Eastern Winds (curtmetratge documental) (Co-director)
- 2011 Acht Blumen (curtmetratge)
- 2011 Klimahandel (Videocurtmetratge)
- 2011 Monsieur Du Lit (curtmetratge)

### Com a guionista
- 2019 Alice from Switzerland
- 2018 The Man who sold the Eiffel Tower
- 2016 Le Voyageur
- 2016 Die Frau und der Schnellzug (curtmetratge)
- 2014 Mosquito (curtmetratge)
- 2013 Poupée (curtmetratge)
- 2013 Eastern Winds (curtmetratge documental)
- 2011 Acht Blumen (curtmetratge)
- 2011 Monsieur Du Lit (curtmetratge)